# Melinopterus reyi
Melinopterus reyi är en skalbaggsart som beskrevs av Edmund Reitter 1892. Melinopterus reyi ingår i släktet Melinopterus och familjen Aphodiidae. Inga underarter finns listade i Catalogue of Life.